# Slovenski vojaki na soški fronti
Slovenski vojaki na soški fronti. Prihod in bojevanje avstro-ogrskih polkov na soški fronti, v katerih so bili večinoma  slovenski vojaki.
V Avstro-Ogrski monarhiji je slovensko ozemlje vojaško spadalo v 3. korpus s sedežem v Gradcu. Korpus je bil ob izbruhu vojne poslan v Galicijo. Z njim so tja odšli tudi slovenski polki, razen enega bataljona 87. pehotnega polka, ki je bil nameščen v Skadru. Toda že v prvih bojih na ruski fronti je bila avstro-ogrska armada hudo poražena, slovenski polki pa razbiti.
Z vstopom Italije v vojno so bili na soško bojišče poslani tudi slovenski pehotni polki. Tako je oktobra 1915 prišel na soško fronto 17. pehotni polk, ki je sodeloval v 4. soški bitki (10. november – 5. december 1915) v Podgori in Oslavju, nato pa je bil poslan na Tirolsko, kjer je ostal do konca vojne.
Jeseni 1915 je na soškem bojišču pričel delovati celoten 87. pehotni polk v katerem so služili Celjani, Pohorci, Ptujčani in Ormožani. Polk je bil spomladi 1916 prestavljen na Tirolsko, od koder se je jeseni istega leta vrnil na soško bojišče, kjer se je bojeval za Opatje selo in Lokvico. V začetku leta 1917 je varoval položaje pri Solkanu, v 10. soški bitki (12. maj – 5. junij 1917) pa je bil med branilci Škabrijela in je preprečil njegovo zavzetje. Boji na Škabrijelu so se v avstrijsko zgodovino zapisali kot najhujši boji, kar jih je bojevala katerakoli avstrijska enota, saj je v polku ostalo živih le 185 vojakov. Od tu je polk odšel v Dolomite.
47. pehotni polk je na soško fronto prišel avgusta 1915, njegov 10. pohodni bataljon pa je bil tu že od maja 1915. Polk se je bojeval na Doberdobski planoti, pozimi 1915/1916 pa je bil pri Martinščini, spomladi 1916 je sodeloval v ofenzivi na Tirolskem in se avgusta 1915 vrnil na soško fronto, kjer je branil Flondar in Grmado. Po 11. soški bitki (17. avgust – 15. september) pa se je ponovno bojeval na Tirolskem. 
Od maja 1915 je bil na soški fronti tudi 10. pohodni bataljon 97. pehotnega polka, v katerem so bili Tržačani, Goričani, Hrvati in Italijani. Bataljon je dobil za bojne zasluge častni naziv - Soški. 
Slovenski Štajerci 26. strelskega polka so se bojevali za Vrh sv. Mihaela, posebno pa so se izkazali v jesenskih bojih leta 1915 na Doberdobu. Polk je dobil v  12. soški bitki (24. oktober – 27. oktober 1917)  častno nalogo, da prodre skozi italijanske položaje pri Bovcu. Napadal je ob vznožju Rombonna, zavzel Bovec ter tako omogočil prodor proti Kobaridu.
2. gorski strelski polk, v katerem so služili Ljubljančani, Gorenjci, Dolenjci in Notranjci, je bil ustanovljen kot 27. domobranski pehotni polk, kot gorski pa je bil opremljen leta 1911. Na soškem bojišču je njegovo področje segalo od Rombona navzdol. Na soški fronti je bil od začetka sovražnosti njegov 9. pohodni bataljon, ki je branil Mengore in Doberdob, v septembru 1915 pa je celoten polk zasedel položaje na Rombonu, Martinščini (San Martino del Carso) in na Velikem Lemežu. V 11. soški bitki pa je bil med branilci Škabrijela, za obrambo katerega je bil odlikovan za hrabrost.